# アワッシュ川

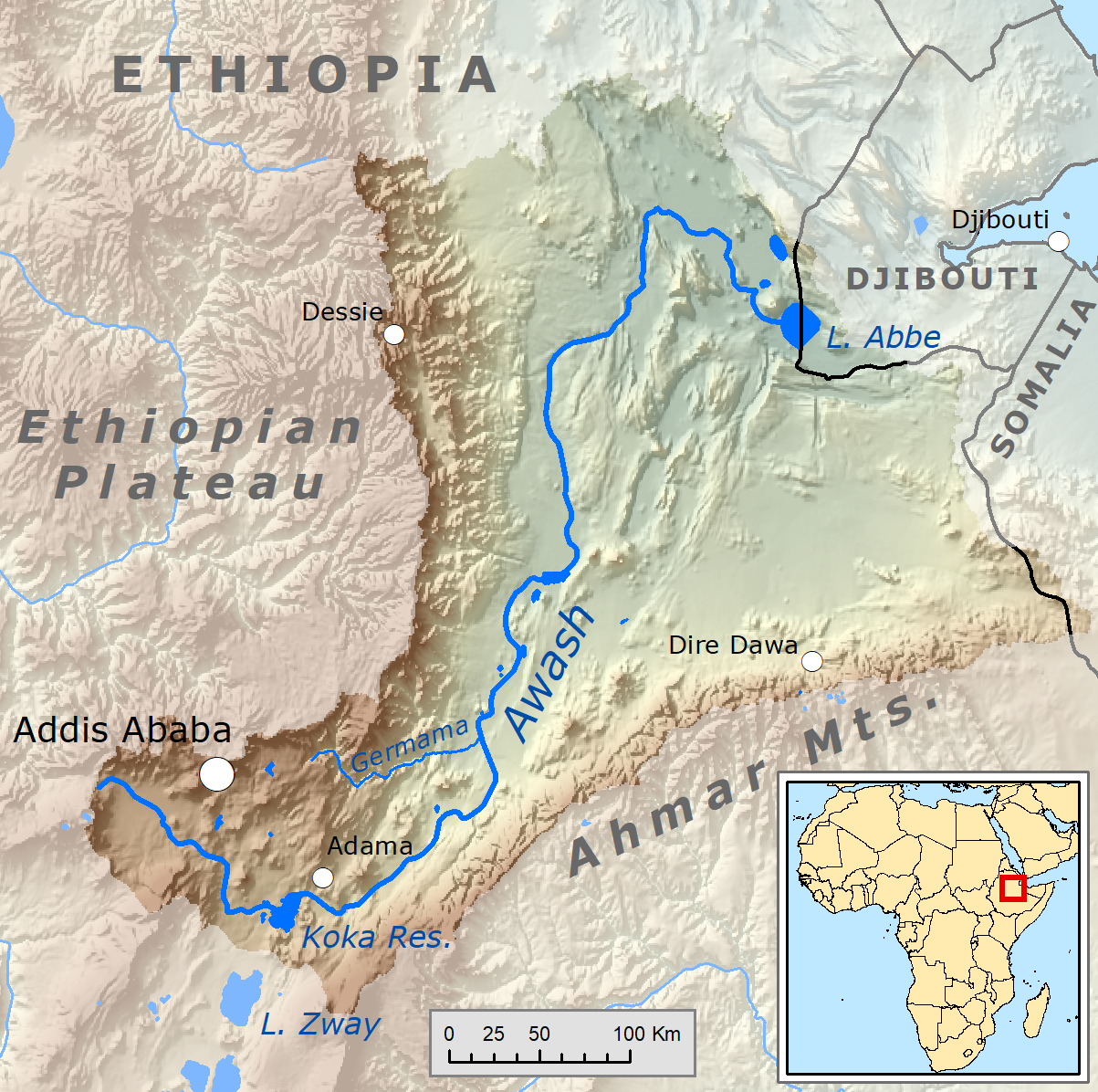
Map of the Awash drainage basin

アワッシュ川（アワッシュがわ）は、エチオピアの東部を流れる川。下流はアッベ湖に達する。
アワッシュ川下流域は、人類の先祖の化石が多く発見されることで知られ、世界遺産に登録されている。

## 地形
長さは1200キロメートル。中流部では幅60メートル、深さ1.2メートル。洪水時には15 - 20メートルも水位が上がり、両岸に氾濫する。

## 歴史
ヒト科の生物はその初期のころから、アワッシュ側の谷間に住んでいた。また、アワッシュ川の中流域では猿人の化石がたくさん発見された（この点では、トゥルカナ湖に流れ込むオモ川の流域と同様）。